# Región del Maule
Die Region Maule ist die VII. Region Chiles. Sie liegt in Zentralchile und beginnt rund 180 km südlich der Landeshauptstadt Santiago de Chile. Die Südgrenze befindet sich rund 50 km nordöstlich von Concepción, der zweitgrößten Stadt Chiles.

## Geografie und Klima
Im Norden grenzt die Region an die VI. Region (Región del Libertador General Bernardo O’Higgins) und im Süden an die XVI. Region (Región de Ñuble). Die Hauptstadt der Region Maule ist Talca.
Die VII. Region besteht aus vier Provinzen:
- Cauquenes, Hauptstadt Cauquenes
- Curicó, Hauptstadt Curicó
- Linares, Hauptstadt Linares
- Talca, Hauptstadt Talca

Wichtigste Städte/Orte:
- Talca
- Curicó
- Linares
- Cauquenes
- Constitución
- Parral

Wichtigster Fluss:
- Río Maule

Durch die Region fließen zahlreiche kleinere Flüsse, viele dienen der Stromgewinnung. Maule ist ländlich geprägt. Es gibt ausgedehnte Wälder, von der Viehwirtschaft genutzte Weidelandschaften und viel Gemüse- und Obstanbau. Besonders typisch für die Region sind ihre Weinanbaugebiete. Im Hochgebirge der Anden gehören Gipfel um die 4000 m zu der Region, viele davon sind Vulkane. Die bekanntesten Vulkane sind der Peteroa (4125 m), der Descabezado Grande (3830 m) und der Descabezado Chico (3750 m).
Das Klima ist mediterran mit warmen Sommern. Die Durchschnittstemperaturen liegen bei 14 bis 15 °C.

## Geschichte
Talca wurde 1692 von Generalgouverneur Tomás Marín de Poveda gegründet. Am 17. Februar 1742 erhielt sie vom Gouverneur José Antonio Manso de Velasco den Namen Villa San Agustín de Talca. Es folgten Curicó 1743, Linares und Parral 1794. In Talca befindet sich das Haus, in welchem Bernardo O’Higgins am 12. Februar 1818 die Proklamation der Unabhängigkeit Chiles unterzeichnete. Es ist heute ein Museum. Bei Parral liegt die Colonia Dignidad, eine berüchtigte deutsche Siedlung, die der Sektenführer Paul Schäfer gegründet hatte und die nach dem Putsch in Chile 1973 von dem Regime als Foltercamp genutzt wurde. Das große Erdbeben vom 27. Februar 2010 traf die Region Maule schwer, besonders die Tsunamikatastrophe in Constitución forderte viele Opfer. Das Epizentrum des Bebens lag im Pazifischen Ozean vor der Küste von Maule. Die Región del Maule war die politische und militärische Grenze, an der der Vormarsch der Inka durch die Promaucaes gestoppt wurde. Es war auch der Ort, an dem der heldenhafte Cacique Lautaro von den spanischen Konquistadoren besiegt wurde. Diese Geografie war der Hauptzeuge des chilenischen Unabhängigkeitsprozesses, bei dem der Befreier Bernardo O’Higgins in Talca seine Freiheit proklamierte und schwor. Die Region ist immer noch ein Mestizo-Land, in dem die angestammten Ureinwohner und die spanische Eroberung aufeinander trafen. Bis heute ist es in seinen ländlichen und bäuerlichen Ausdrücken zu sehen, wie z. B. der Huaso auf dem Pferd oder der Bauer im Wagen mit einem Ochsenjoch. In seinen verschiedenen religiösen Festen als traditionelle Manifestationen: das Dreschen der Stute und die Ernte des alten Landweines typisch für die Gegend. Wo Pablo de Rokha seine Poesie zum reichhaltigen chilenischen Essen deklamierte und wo Pablo Neruda in seiner Kindheit geboren und aufgewachsen ist. Wo die ersten Naturforscher des Landes, wie der Abate Juan Ignacio Molina, herumreisten und von der Geographie begeistert waren.

## Tourismus

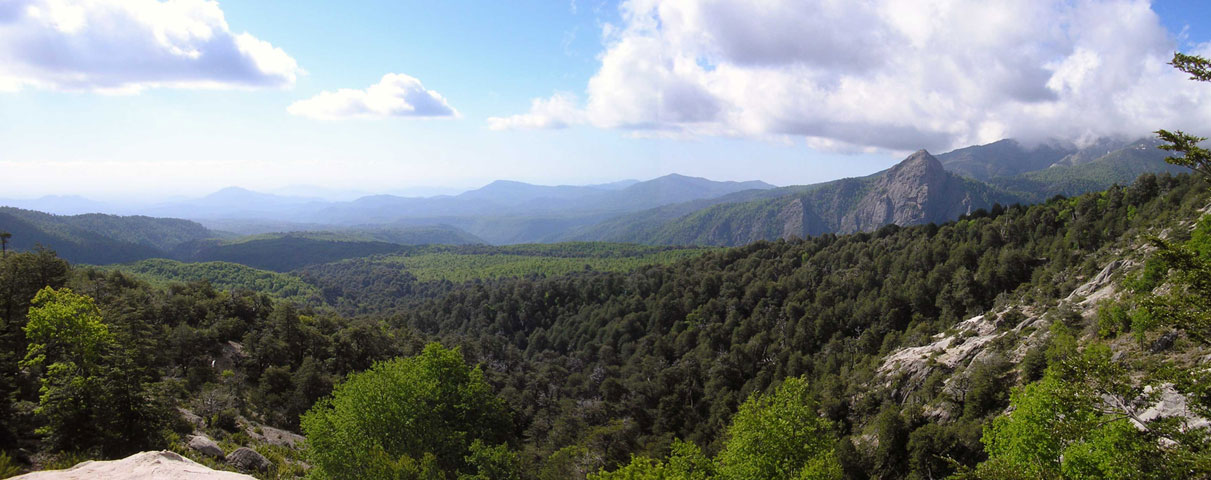
Parque Vilches 50 km südöstlich von Talca

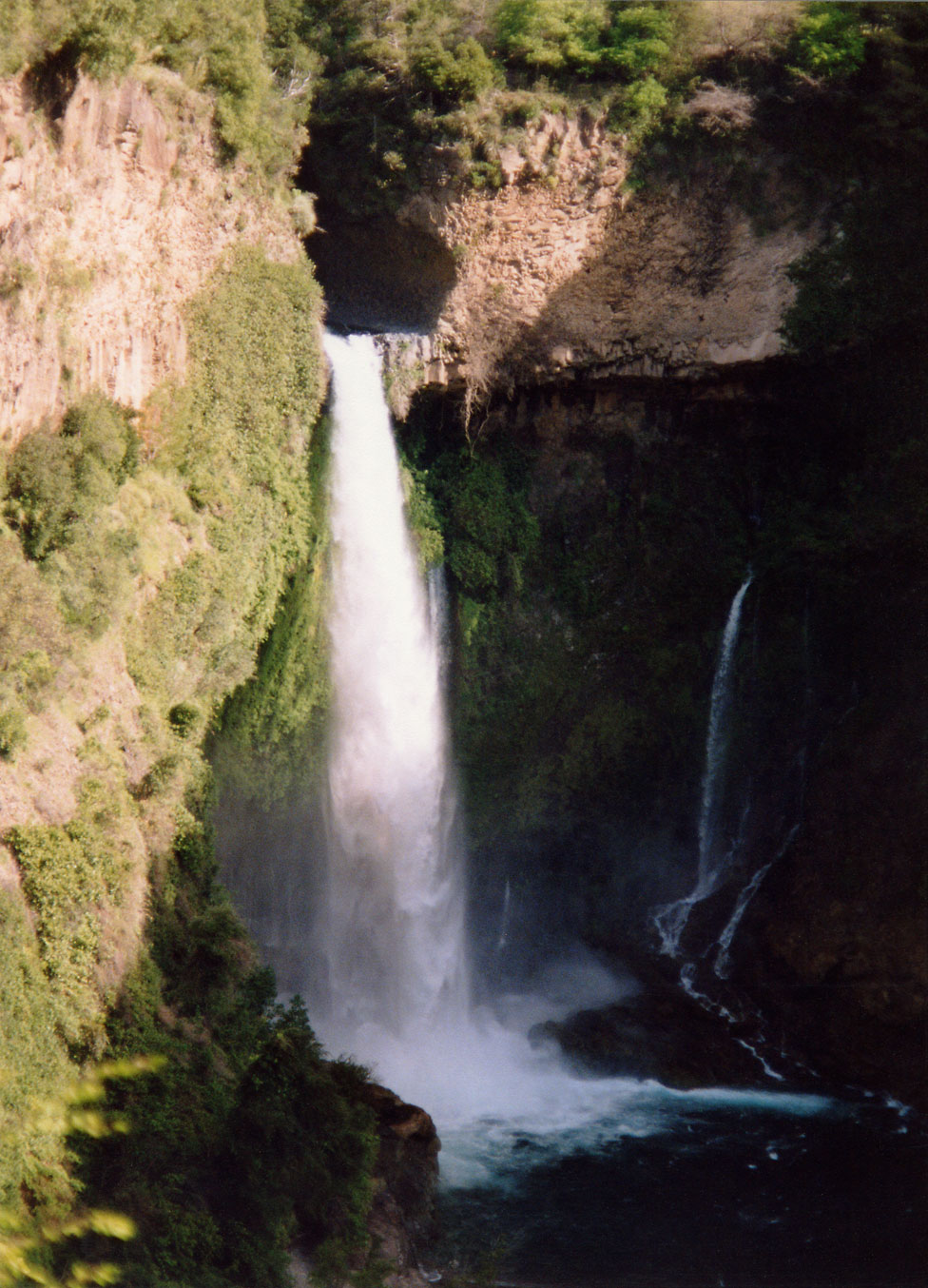
Wasserfall Velo de la Novia im Nationalen Park Radal Siete Tazas

Die Region Maule bietet viele Ausflugsziele für Wein- und Pferdeliebhaber. Im Osten liegen die Anden mit ihren Thermalquellen und kleinere Gebirgsseen. Auch Ski-Gebiete sind anzutreffen. Es gibt eine Vielzahl an Trekkingmöglichkeiten und Bergtouren, welche als Huaso Trails vor allem andine Gebiete verbinden. Diese sind historisch durch Viehhirten entstanden, den sogenannten „arrieros“. Die bekannteste Trekkingtour führt als Condor Circuit entlang des Vulkans Descabezado Grande.
Im Osten liegt das nationale Reservat Radal Siete Tazas mit dem Parque Inglés. Etwas südlich davon liegen das nationale Reservat Altos de Lircay und der Parque Vilches. Ganz im Norden am Pazifik liegt das nationale Reservat Laguna Torca. Seit 2019 gibt es mit dem Naturpark Quizapú ein neues Naturschutzgebiet in der Región del Maule.
Rund 50 km östlich von Talca im Gebiet von San Clemente liegen der aufgestaute See Lago Colbún mit 57 km² und das Naturschutzgebiet Area de Protección Vilches.

## Wirtschaft
Die Region Maule ist ein großes Wein- und Obstanbaugebiet.
Bei Parral liegen große Reisanbaugebiete. Auch die Forstwirtschaft ist bedeutend sowie die Erzeugung von Energie aus Wasserkraftwerken. In der Gegend um Constitución liegen eine Reihe von Bergbauminen, wo unter anderem Talk, Quarz und Schwefel abgebaut werden.